# 벌매
벌매(crested honey buzzard, Pernis ptilorhynchus, Oriental honey buzzard)는 솔개, 수리, 개구리매 등 기타 수많은 맹금류를 포함하기도 하는 수리과에 속하는 맹금류이다.

## 개요
벌매의 영어 이름은 crested honey buzzard이지만 분류학적으로 말똥가리류(Buteo)와는 무관하며   솔개에 더 가깝다. 목이 길고 머리가 작은 편이다. 머리에는 눈썹능선이 없기 때문에 여느 맹금류와 매우 다른 얼굴 모양새를 갖추고 있다. 꼬리가 길며 볏은 짧다. 위쪽은 갈색이지만 European honey buzzard만큼 어두운 것은 아니며 아래쪽은 흰색을 띠나 색채변이가 심하여 어두운 갈색을 띠기도 한다. 목에 검은색 줄무늬가 존재하며 보통의 대형 맹금류들과는 다르게 암수간 깃털의 색이 뚜렷하게 달라 성별이 구별된다. 수컷의 머리는 회색, 검은 눈을 가졌고 암컷의 머리는 갈색, 눈의 홍채가 노란색이다. 암컷은 수컷에 비해 크기가 조금 더 크며 깃털이 조금 더 어둡고, 수컷의 꼬리는 검은색에 흰 띠가 있다.
대한민국에서는 멸종위기 야생생물 Ⅱ급으로 지정되어 있다.

## 이주 경로상의 바람의 영향과 기후 변화
일본과 만주, 연해주에서 주로 번식하며, 우리나라에서도 강원도나 경북의 산간지역에서 드물게 번식한다. 번식 이후 월동지인 동남아시아로 가기 위해 큰 무리를 지어 바다를 건너가는데, 이동시기인 가을 동안 바람의 방향이 새의 비행방향과 동일하기 때문에 바다 위에서 700km를 쉬지 않고 비행할 수 있다. 기후변화가 세계의 바람에 영향을 주기 때문에 벌매의 비행경로상의 풍향과 풍속에 영향을 받을 수 있으며, 바람을 타고 가는 벌매에게 영향을 줄 수 있다.

## 아종
벌매는 다음의 아종을 포함하고 있다:
- P. p. orientalis - Taczanowski, 1891
- P. p. ruficollis - Lesson, R, 1830
- P. p. torquatus - Lesson, R, 1830
- P. p. ptilorhynchus - (Temminck, 1821)
- P. p. palawanensis - Stresemann, 1940
- P. p. philippensis - Mayr, 1939

## 갤러리

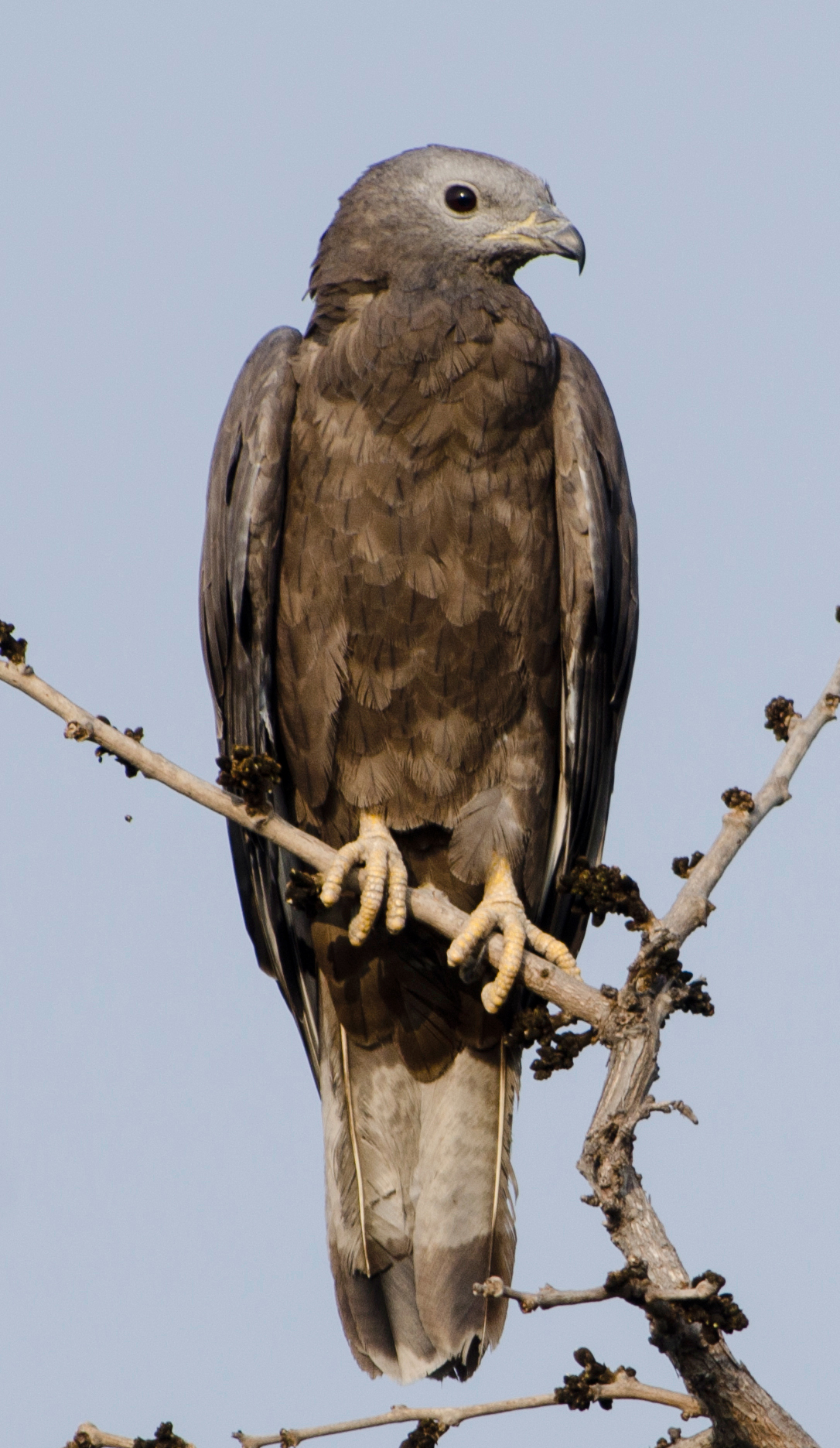
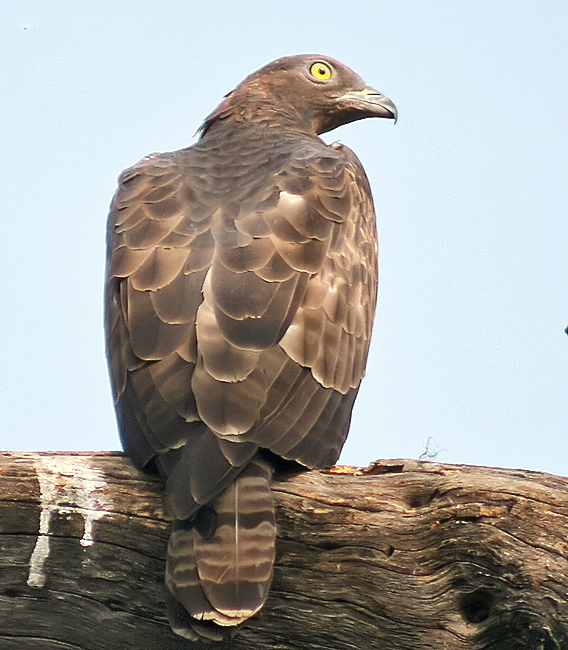
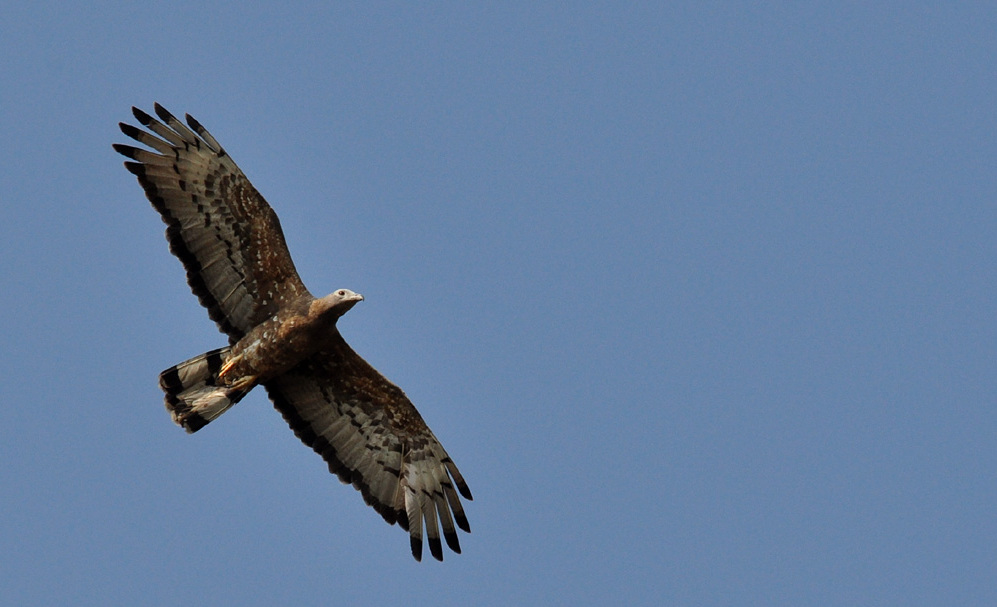
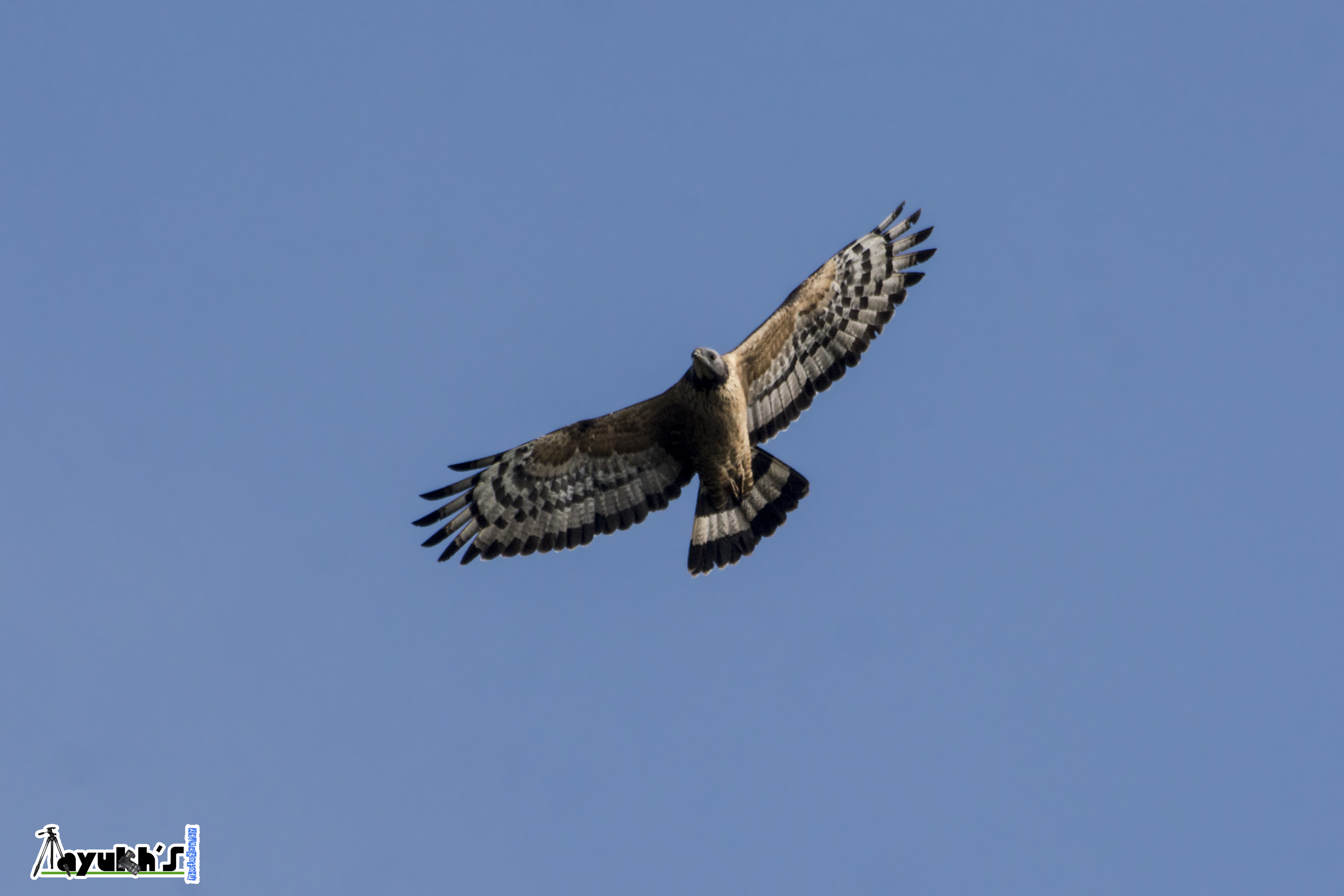